# Campionato burundese di calcio
Il campionato burundese di calcio è articolato su sei livelli.
Il massimo livello nazionale, la Ligue A, vede la partecipazione di 16 squadre, la seconda divisione, la Ligue B, vede la partecipazione di 14 squadre e la terza divisione, il campionato interaccademico Under-17, vede la partecipazione di 12 squadre.  

## Struttura
| Livello | Divisioni                                      |
| ------- | ---------------------------------------------- |
| 1       | Ligue A 16 squadre                             |
| 2       | Ligue B 14 squadre                             |
| 3       | Campionato interaccademico Under-17 12 squadre |